# Kerk van Hinte
De Kerk van Hinte (Hinter Kirche) is de kerk van de hervormde gemeente in het Oost-Friese Hinte (Nedersaksen). Het oorspronkelijk aan de heilige Martinus gewijde bedehuis behoort tot de belangrijkste monumenten van de late gotiek in Oost-Friesland. Tot de reformatie was het een proosdijkerk van het bisdom Münster en naast het vieren van de mis werd hier eveneens recht gesproken. Samen met de waterburcht Hinta en de aangrenzende woningen vormt de kerk een voor Oost-Friesland uniek gebouwencomplex.

## Geschiedenis

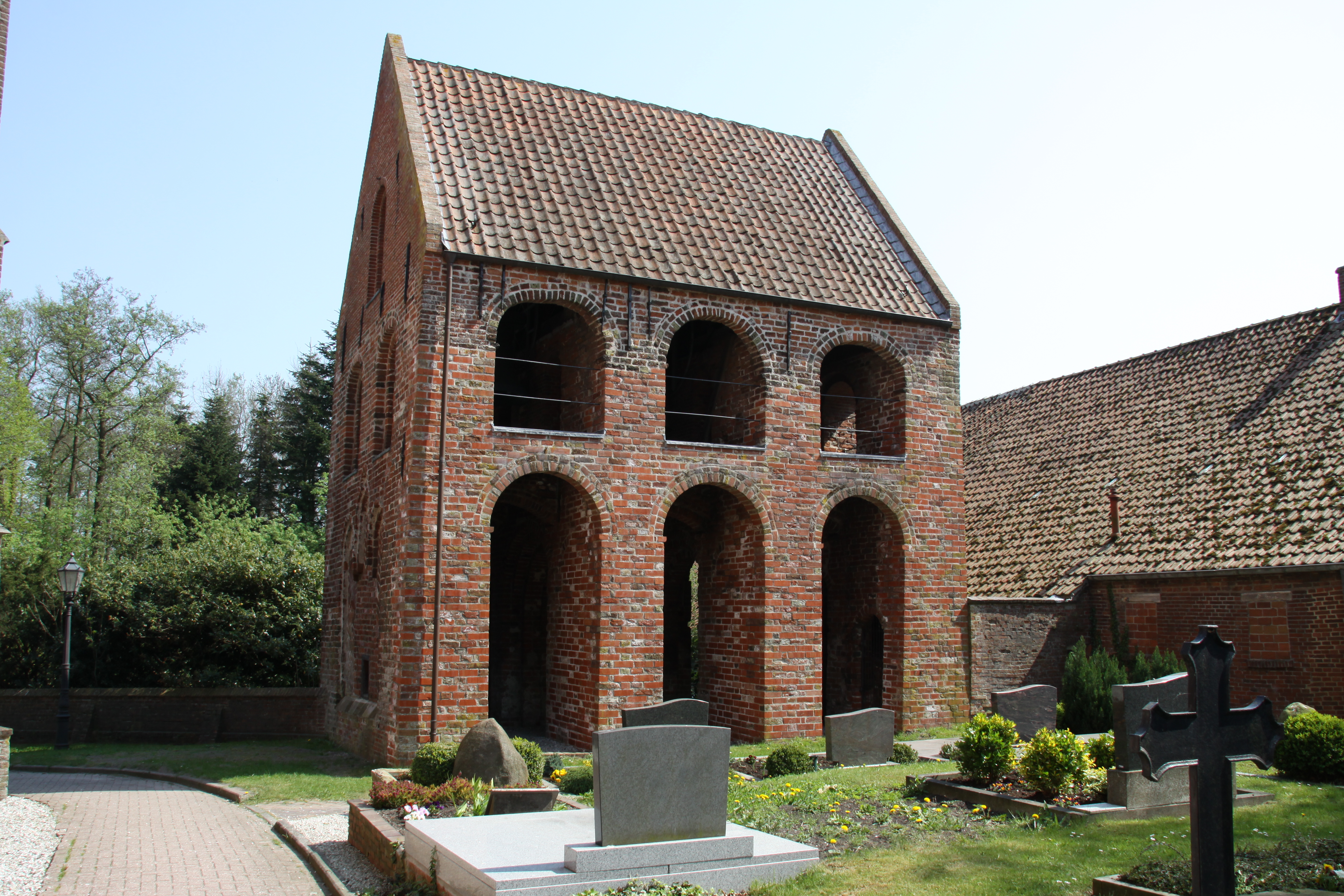
Klokkentoren uit de 13e eeuw

De kerk ligt op de noordoostelijke rand van de dorpswarft en kende minstens één oudere voorganger, waarvan de vrijstaande klokkentoren uit de 13e eeuw bewaard bleef. Het huidige kerkgebouw werd in de tweede helft van de 15e eeuw als proosdijkerk van het bisdom Münster gebouwd. Aan de bouwstijl zijn overeenkomsten met de in 1501 gewijde kloosterkerk van Ter Apel te ontdekken, zodat het kerkgebouw op rond 1500 wordt gedateerd. Vermoedelijk bleef de noordelijke muur van de oude voorganger staan om in de nieuwbouw te worden geïntegreerd. Aanwijzingen hiervoor zijn de resten van een oud noordelijk portaal, dat door een steunbeer wordt doorsneden.
Ten tijde van de bouw kende het kerkschip een noordelijke en een zuidelijke toegang. Oorspronkelijk bevond zich op het zuiden een kapel en aan de noordelijke kant van het koor een sacristie, waarvan de deur bewaard bleef. De beide toevoegingen werden later afgebroken. Mogelijk vond dit plaats bij een renovatie in 1688, waaraan een in een gewelf aangebracht jaartal herinnert.

## Beschrijving
De kerk werd in laatgotische stijl als eenschepige zaalkerk met een oostelijk koor van baksteen gebouwd. Het bedehuis kent een lengte van 46,7 meter en een breedte van 10,2 meter. De buitenmuren kennen weinig decoraties en de ramen van de noordelijke muur werden dichtgemetseld. Het polygonale koor heeft een 5/8 sluiting.
Het interieur wordt door gordelbogen in vijf traveeën verdeeld. Het koor heeft een stergewelf, terwijl het kerkschip met netgewelven wordt overdekt. De laatgotische ramen in de zuidelijke muur en het koor hebben maaswerk met visblazen en bleven in de oorspronkelijke staat bewaard.
In de vrijstaande klokkentoren hangt een oudere klok uit 1789 en een klok die in de jaren 1960 werd gegoten.

## Interieur

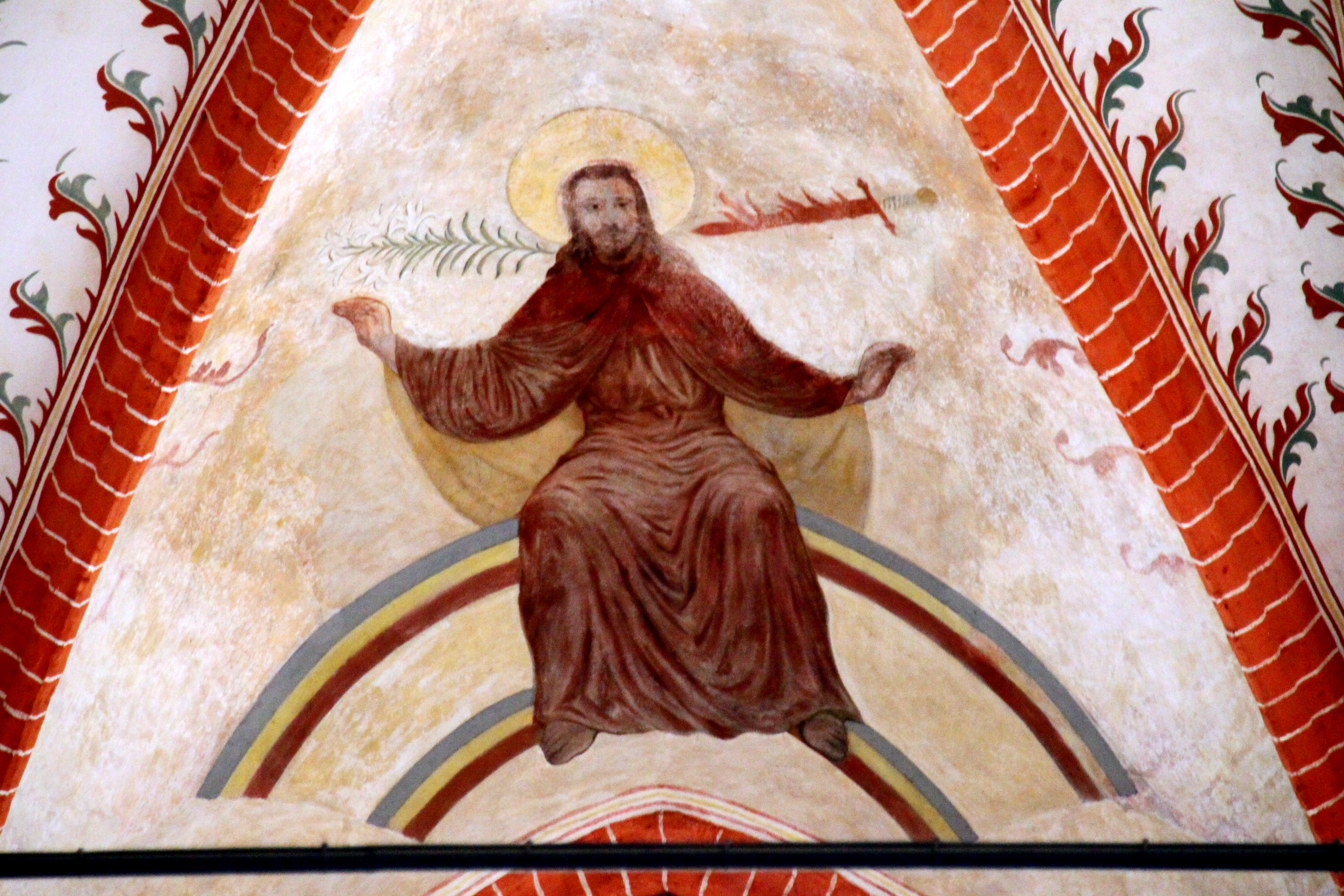
Christus als Wereldrechter

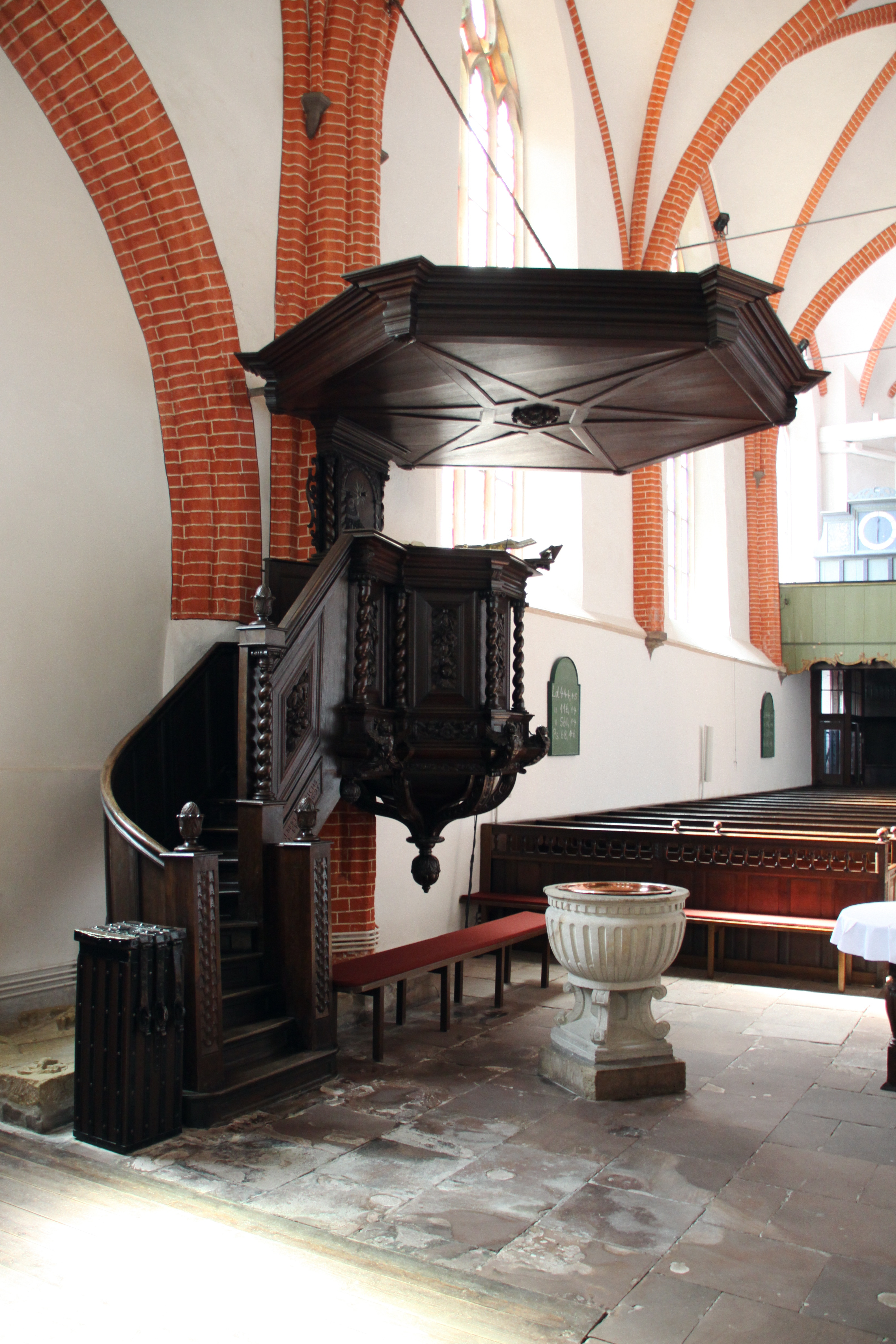
Kansel

Van de oorspronkelijke beschildering in het netgewelf van het kerkschip bleven slechts resten bewaard. Uit het eerste kwart van de 16e eeuw stamt boven het middelste koorraam het fresco van Christus als Wereldrechter. Het vlammende zwaard en de bloeiende lelie verwijzen naar rechtvaardigheid en barmhartigheid alsook naar Zijn wereldse en geestelijke macht. Mogelijk betreft het hier een van de laatste fresco's uit de tijd voordat de reformatie zich in Oost-Friesland wortelde.
In het koor staan langs de zijmuren rijk versierde grafzerken uit de renaissance, barok en het classicisme. Bijzonder vermeldenswaardig is het praalgraf uit de 16e eeuw voor de vroeg overleden Omcko Ripperda. Bij een ongeval met een wagen moesten Omcko's benen worden geamputeerd. Op de sarcofaag wordt zijn rustende figuur zonder benen uitgebeeld. Het geloof in een opstanding "des vleses" wordt verbeeld door de daarboven eveneens liggende jonge man, maar dan met de weer aangegroeide ledematen. Bijzonder zijn ook de renaissance zerken voor Frederick en Emke Ripperda uit 1547 resp. 1554. De overledenen worden hier door de dood in de vorm van een skelet met zandloper in de arm genomen.
De barokke kansel met het grote zeshoekige klankbord en de met hermen, gedraaide zuiltjes, en vrucht- en bloemenguirlandes versierde kuip werd in 1695 door Albert Frerichs gebouwd. Tussen de kuip en het klankbord bevindt zich een voorstelling van Mozes en de brandende braamstruik (Exodus 3). Onder de kansel ligt in de vloer een laatgotische grafzerk van Hebe Attena van Dornum uit 1449. Voor de kansel bevindt zich het doopvont uit 1595.
Tegenover de kansel bevindt zich nu een door houten zuilen gedragen loge uit de 18e eeuw. Vroeger stond deze loge aan de westelijke muur, maar in het kader van de grote restauratie in het begin van de 20e eeuw kreeg de loge de huidige plek. De loge heeft enig houtsnijwerk als bekroning en aan de borstwering is een wapen van de familie Van Frese aangebracht.
De zeer goed bewaarde kastbanken stammen nog uit de tijd van de eeuwwisseling van de 17e naar de 18e eeuw. De koorbank wordt op het jaar 1616 gedateerd, maar betreft een reconstructie uit het begin van de 20e eeuw met hergebruik van oude delen.

## Orgel

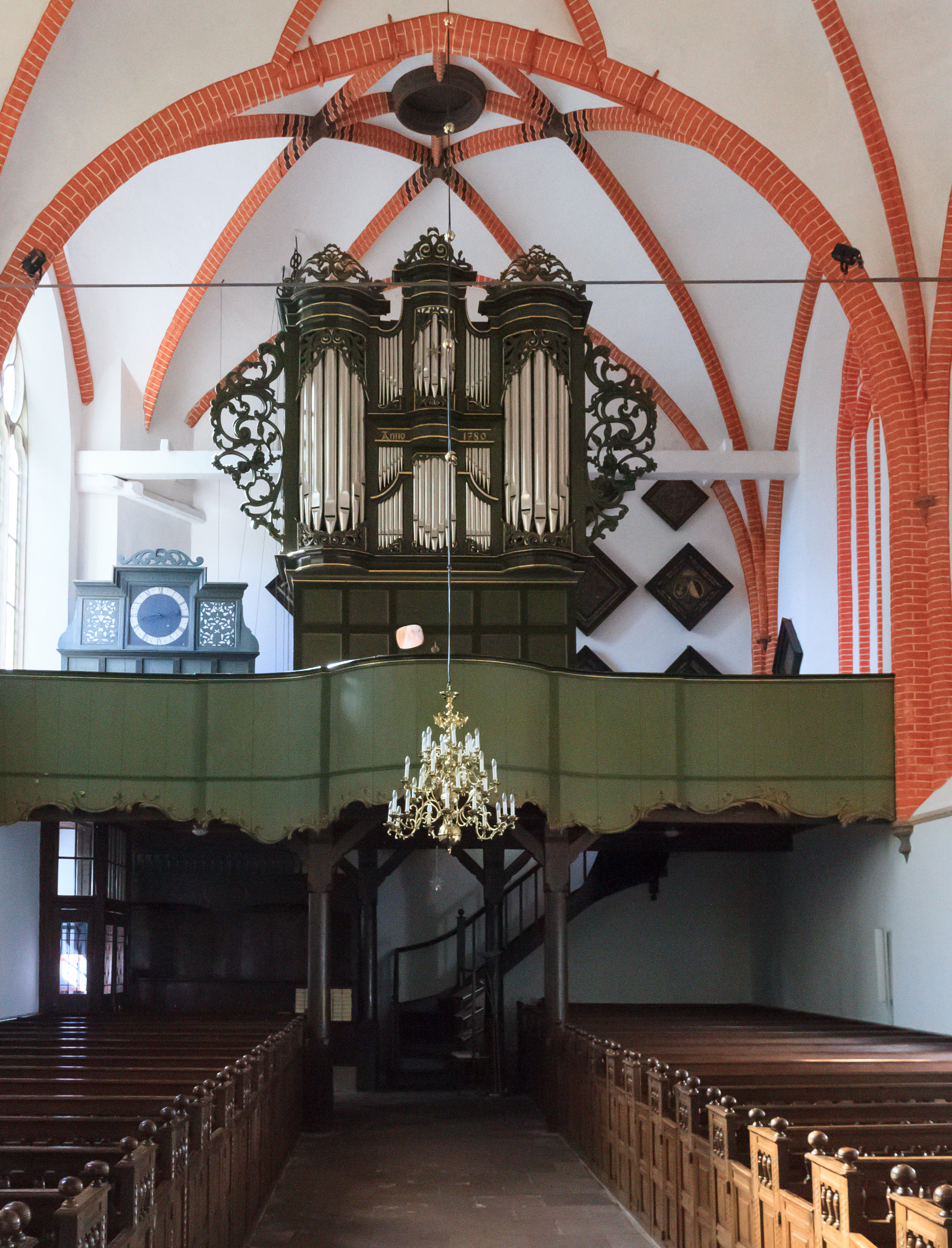
Orgel

De kerk heeft al sinds 1539 een orgel. Voor de restauratie in het begin van de 20e eeuw stond het orgel aan de oostelijke kant. In de jaren 1776-1781 werd het oude en regelmatig gerepareerde orgel vervangen door nieuwbouw van Johann Friedrich Wenthin. Hiervan bleef het orgelfront bewaard.
In 1958 bouwden Ahrend & Brunzema achter de historische orgelkas een geheel nieuw instrument met acht registers verdeeld over één manuaal en aangehangen pedaal.
| I Manuaal C–f3 |              |      |
| 1.             | Quintadeen   | 16′  |
| 2.             | Praestant    | 8′   |
| 3.             | Gedekt       | 8′   |
| 4.             | Oktaaf       | 4′   |
| 5.             | Spitsfluit   | 4′   |
| 6.             | Oktaaf       | 2′   |
| 7.             | Mixtuur IV–V | 1/3′ |
| 8.             | Trompet      | 8′   |
|                | Cymbelster   |      |

| Pedaal C–f1 |
| aangehangen |